# Polydrachma
Polydrachma är ett släkte av fjärilar. Polydrachma ingår i familjen vecklare.
Kladogram enligt Catalogue of Life:
| Polydrachma | \| \| Polydrachma aleatoria \| \| \| \| \| \| Polydrachma virescens \| \| \| \| |
|             | \| \| Polydrachma aleatoria \| \| \| \| \| \| Polydrachma virescens \| \| \| \| |
|             | Polydrachma aleatoria                                                           |
|             |                                                                                 |
|             | Polydrachma virescens                                                           |
|             |                                                                                 |